# Eidson Road
Eidson Road is een plaats (census-designated place) in de Amerikaanse staat Texas, en valt bestuurlijk gezien onder Maverick County.

## Demografie
Bij de volkstelling in 2000 werd het aantal inwoners vastgesteld op 9348.

## Geografie
Volgens het United States Census Bureau beslaat de plaats een oppervlakte van
19,4 km², waarvan 18,4 km² land en 1,0 km² water.

## Plaatsen in de nabije omgeving
De onderstaande figuur toont nabijgelegen plaatsen in een straal van 12 km rond Eidson Road.